# Многогранник Штеффена
Многогранник Штеффена — наименьший известный несамопересекающийся изгибаемый многогранник в евклидовом пространстве. Имеет 9 вершин, 21 ребро и 14 граней. 
Построен Клаусом Штеффеном.

## Построение модели
- Увеличьте развёртку в 2—3 раза и распечатайте её на принтере.

- Вырежьте развёртку по контуру, состоящему из красных, синих и чёрных (сплошных и пунктирных) отрезков.

- Несколько раз перегните бумагу по оставшимся на развёртке сплошным и пунктирным отрезкам.

- Выполняя последующие действия следует придавать поверхности такую форму, чтобы сплошные отрезки были «горными хребтами» (то есть выступали из многогранника наружу), а пунктирные отрезки были «долинами» (то есть вдавались бы внутрь многогранника). Изогните поверхность в пространстве и склейте между собой каждые два чёрных отрезка, соединённых на развёртке зелёной дугой окружности, а затем склейте два синих и красных отрезка.